# Lethrinus olivaceus
Lethrinus olivaceus là một loài cá biển thuộc chi Lethrinus trong họ Cá hè. Loài này được mô tả lần đầu tiên vào năm 1830.

## Phân loại
Dựa trên sự khác biệt về hình thái hộp sọ và trình tự nucleotide của gen sắc tố tế bào b cho thấy rằng L. olivaceus thực chất bao gồm hai loài riêng biệt hiện diện ở hai đại dương: Lethrinus sp. A ở Ấn Độ Dương và Lethrinus sp. B ở Tây Thái Bình Dương, và cả hai có phân bố chồng lên nhau ở vùng Tam giác San Hô và đảo Đài Loan. Lethrinus sp. A lại bao gồm hai dòng ty thể riêng biệt, một dòng thuộc về quần thể từ Ấn Độ Dương, dòng còn lại dành riêng cho quần thể Tam giác San Hô. Mực nước biển thấp trong thế Pleistocen làm cô lập hai dòng ở hai bên thềm Sunda có thể là giải thích hợp lý cho điều này.
Phức hợp loài L. olivaceus vẫn được coi là một loài duy nhất cho đến khi có sửa đổi phân loại chính thức được công bố.

## Từ nguyên
Tính từ định danh olivaceus trong tiếng Latinh có nghĩa là "có màu ô liu", hàm ý đề cập đến màu vàng lục như trái ô liu của loài cá này.

## Phân bố và môi trường sống
L. olivaceus có phân bố rộng khắp vùng Ấn Độ Dương - Thái Bình Dương, từ vùng biển bao quanh bán đảo Ả Rập dọc theo bờ Đông Phi trải dài về phía đông đến quần đảo Line và tận quần đảo Pitcairn, ngược lên phía bắc đến quần đảo Ryukyu (Nhật Bản), giới hạn phía nam đến Úc. L. olivaceus cũng xuất hiện tại hòn Cau và Côn Đảo (Việt Nam).
L. olivaceus sống ở vùng nước có nền đáy cát, trong đầm phá và vùng mặt trước rạn, độ sâu lên đến 185 m.

## Mô tả
Chiều dài cơ thể lớn nhất ở L. olivaceus có thể lên đến 100 cm, nhưng thường bắt gặp với chiều dài khoảng 70 cm. Đây là loài cá hè lớn nhất và cũng có mõm dài nhất.
Thân màu xám (có thể phớt màu vàng lục), nhạt hơn ở nửa dưới, thường rải rác các vệt đốm sẫm. Rìa sau của nắp mang màu đỏ tươi. Mõm có những vệt gợn sóng sẫm màu; hàm trên, nhất là gần khóe miệng có khi có viền đỏ phía sau.
Số gai ở vây lưng: 10 (gai thứ 3 hoặc 4 dài nhất); Số tia vây ở vây lưng: 9; Số gai ở vây hậu môn: 3; Số tia vây ở vây hậu môn: 8 (tia thứ nhất thường dài nhất); Số tia vây ở vây ngực: 13; Số vảy đường bên: 46–48.

## Sinh thái
Thức ăn của L. olivaceus chủ yếu bao gồm động vật giáp xác, động vật chân đầu và cá nhỏ. Chúng thường hợp thành những đàn lớn.
Ở cả Palau và Tahiti, L. olivaceus có thể hình thành những đàn sinh sản lớn. Riêng Palau, L. olivaceus sinh sản quanh năm, tập trung vào những ngày đầu của tháng âm lịch. Hoạt động sinh sản cao điểm được ghi nhận từ tháng 9 đến tháng 10 ở rạn san hô Great Barrier. Tuổi thọ cao nhất được biết đến ở loài này là 15 năm.
Qua nghiên cứu, các nhà ngư học tin rằng L. olivaceus là loài lưỡng tính tiền nữ. Cá cái thuần thục sinh dục khi đạt tổng chiều dài là 38 cm (tương ứng khoảng 3 tuổi), và sự thay đổi giới tính xảy ra khi chúng dài khoảng 45 cm (4 tuổi).

## Thương mại
L. olivaceus được đánh bắt chủ yếu bằng dây câu và bẫy, có khi bằng lưới kéo và lưới rê. Đây là một loài rất quan trọng ở Palau, nơi mà chúng được báo cáo là bị đánh bắt quá mức. Chúng cũng là một trong sáu loài thương mại quan trọng nhất ở Kiribati.